# Séisme du 8 février 1570 à Concepción
Le séisme de 1570 à Concepción se produit le 8 février 1570 à 9 h. Le tremblement de terre est de magnitude 8,3 (magnitude des ondes de surface Ms) et est suivi d'un tsunami.
La région de Concepción est soumise à un risque sismique important : outre celui de 1570, les séismes de mai 1751, de février 1835 et de mai 1960 ont été destructeurs.

## Déroulement
La ville de Concepción se trouvait alors à l'emplacement de l'actuelle ville de Penco. La ville sera déplacée plus tard, après avoir été à nouveau détruite par le séisme de mai 1751.
Le séisme a eu lieu le matin du mercredi des Cendres, alors que la population de colons espagnols était à la messe. La secousse a été suivie d'un tsunami dont la hauteur a été estimée à quatre mètres ; la vague aurait abandonné quelques navires espagnols sur la terre ferme,.
La population européenne, encore peu importante, s'est réfugiée sur les hauteurs en emportant les moyens nécessaires pour faire face à une éventuelle attaque des autochtones. Les militaires commandés par l'adelantado Juan Torres de Vera y Aragón ont ensuite construit un fort pour protéger les colons.
Cinq mois plus tard, des répliques se faisaient encore sentir.
Ce séisme est le premier vécu par les colonisateurs espagnols depuis leur établissement dans la région et la fondation de Concepción  par Pedro de Valdivia le 5 octobre 1550.

## Chroniques de l'événement
Le chroniqueur Alonso de Góngora y Marmolejo rapporte ainsi les événements :« En l'an mil cinq cent soixante-huit, le mercredi des Cendres, il y eut soudain dans cette ville un tremblement de terre si fort que la plupart des maisons s'écroulèrent, et la terre s'ouvrit en tant d'endroits que c'était merveilleux à voir ; de sorte que ceux qui étaient dans la ville ne savaient que faire, croyant à la fin du monde, parce qu'ils voyaient sortir des ouvertures de la terre de grands jets d'eau noire et une terrible et mauvaise odeur de soufre, qui semblait sortir de l'enfer. Les hommes erraient, hébétés, atones, jusqu'à ce que les tremblements cessent. Alors la mer vint si énorme qu'elle inonda une grande partie de la ville, et se retirant plus que de coutume, elle revint avec beaucoup d'impétuosité et de fureur pour se répandre dans la ville. Les villageois et les habitants montèrent au sommet de la ville, abandonnant les parties basses, croyant qu'ils allaient périr. Les Indiens de la région, comprenant que la ville était perdue, s'en rapprochèrent, et quand ils virent que les chrétiens n'étaient pas en danger, étant eux-mêmes peu nombreux, ils s'en retournèrent sans rien tenter... » (texte original : « ...año de mil y quinientos y sesenta y ocho, miércoles de ceniza, vino repentinamente un temblor de tierra y terremoto en aquella ciudad, tan grande que se cayeron la mayor parte de las casas, y se abrió la tierra por tantas partes que era admirable cosa verlo; de manera que los que andaban por la ciudad no sabían qué hacer, creyendo que el mundo se acababa, porque eían por las aberturas de la tierra salir grande borbollones de agua negra y un hedor de azufre pésimo y malo que parecía cosa del infierno : los hombres andaban desatinados, atónicos, hasta que ceso el temblor. Luego vino la mar con tanta soberbia que anegó mucha parte del pueblo, y retirándose más de lo ordinario mucho, volvía con grandísimo ímpetu y braveza a tenderse por la ciudad. Los vecinos y estantes se subían a lo alto del pueblo, desamparando las partes que estaban bajas, creyendo perecer. Los indios de la comarca, entendiendo ser la ciudad perdida, vinieron sobre ella, y como vieron que los cristianos estaban sin peligro, siendo ellos pocos, se volvieron sin intentar cosa alguna... ».
L'historien Pedro Córdoba y Figueroa mentionne ainsi l'événement dans son Histoire du Chili : « Cette année mille cinq cent soixante-dix fut fatale pour l'évêché impérial, et principalement pour la ville de La Concepción, à cause du terrible tremblement de terre et de l'inondation de la mer qui s'y produisit le mercredi des Cendres [...], vers neuf heures du matin. Ce fut si terrible qu'il ne resta aucune maison ni aucun temple qui n'ait été ruiné. [...] ce même jour, la mer monta plusieurs fois et détruisit entièrement cette ville, mais personne ne périt, et la répétition des secousses se poursuivit pendant cinq mois sans interruption » (texte original : « Fatal fue este año de mil quinientos setenta para el obispado Imperial, y principalmente para la ciudad de la Concepción por el terrible terremoto, con la inundación del mar, que se allí experimentó, día miércoles de ceniza [...], como a las nueve de la mañana. Fue tan espantoso que no quedó casa, ni templo que no se arruinase. [...] aquel mismo día salió el mar muchas veces, y que totalmente destruyó esta ciudad, pero que ninguna persona pereció, y perseveraron por espacio de cinco meses continuamente la repetición de temblores ».

## Bilan
Il semble qu'il n'y eut aucune victime.